# Ante Tomić (cestista)
Ante Tomić (Ragusa, 17 febbraio 1987) è un cestista croato, attualmente in forza alla Joventut Badalona, squadra di Liga ACB.

## Carriera

### Club

#### KK Zagabria (2004-2010)
Tomić ha iniziato a giocare a basket nel Dubrovnik, squadra della sua città natale, firmando poi nel 2004 per il KK Zagabria. Grazie agli anni passati nella squadra della capitale croata, Tomić si è fatto conoscere sia in patria che all'estero. A Zagabria, ha vinto la coppa croata nel 2008, oltre ad essere stato eletto MVP della ABA Liba nel 2009. Nel 2008 è stato anche scelto al draft NBA dagli Utah Jazz, ma il suo futuro era nella Liga Endesa.

### Real Madrid (2010-2012)

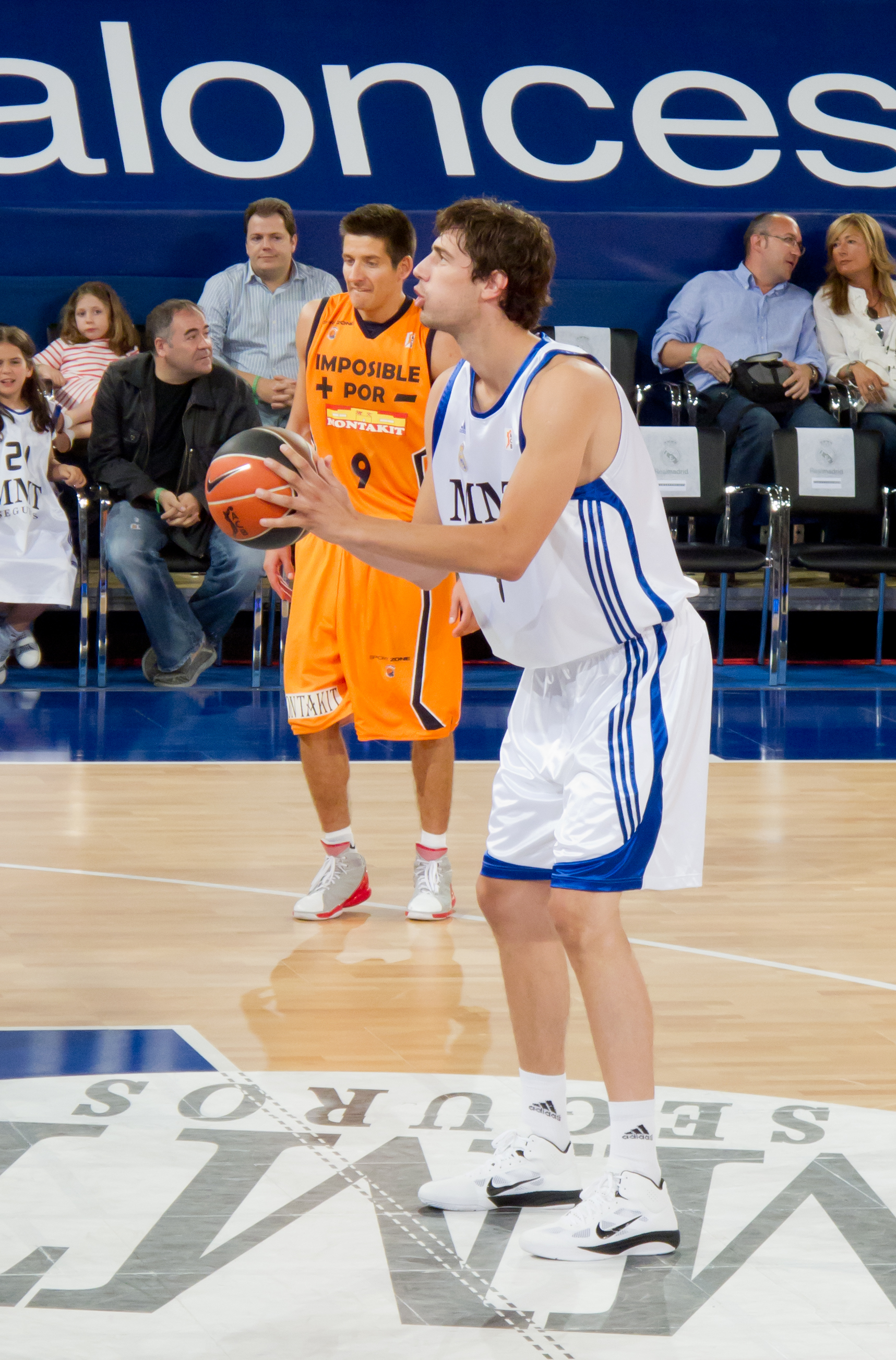
Tomić si appresta a tentare un tiro libero con il Real Madrid nella stagione 2010-11, con Antonio García Ferreras alle spalle.

A gennaio 2010, Tomić firma un contratto triennale con il Real Madrid. Nella sua prima stagione al Real Madrid, il centro croato ha giocato sedici partite della regular season di Liga ACB, chiudendo con 8 punti e 5,4 rimbalzi di media a partita in 348 minuti giocati, aumentando i suoi numeri nelle otto partite di play-off giocati, grazie ai 9,5 punti e 5,9 rimbalzi. Nella stessa stagione, le sue cifre in Euroleague sono state simili, ultimando la manifestazione con 11 punti, 3,6 rimbalzi e 1,7 palle rubate a partita.
Nella stagione 2010-2011 di ACB, Tomić ha giocato 32 partite con una media di 10 punti e quattro rimbalzi a partita in 613 minuti di gioco. Nelle sei partite dei play-off, le sue medie sono state di 10 punti e 5,6 rimbalzi. Tomić ha così portato a termine la sua migliore stagione nella Liga Endesa (ACB) ed è stato nominato nel quintetto ideale della Liga ACB. La stagione 2011-2012 inizia con la vittoria della Copa del Rey, battendo il Barça Regal nella finale giocata al Palau Sant Jordi, vittoria che il Real Madrid non riesce a ripetere, perdendo la serie finale dei play-off sempre con il Barcellona. dopo tre anni in maglia blancos, il Real Madrid decide di non estendere il suo contratto.

#### Barcellona (2012-2020)
Il 5 luglio 2012, Tomić firma un triennale con un'opzione per il quarto anno con il Barça Regal. Alla sua prima stagione in maglia blaugrana, viene subito inserito sia nel All-Euroleague Basketball Team che nel quintetto ideale della Liga ACB della stagione.
A marzo 2014, Tomić diventa il primo giocatore di sempre a vincere per due volte consecutive l'EuroLeague MVP of the Month, addirittura per due volte nella stessa stagione. Due mesi più tardi, viene inserito nell'All-Euroleague Basketball Team per il secondo anno di fila.
Il 27 aprile 2015, Tomić firma un accordo di massima per prolunga il proprio contratto con il Barcellona. Nel mese di maggio, viene selezionato nell'All-EuroLeague Second Team. Dal punto di vista statistico, ha disputato la sua migliore stagione da quando è arrivato al Barcellona, con una media di 11,5 punti, 7,1 rimbalzi e 2,3 assist a partita, in 28 partite giocate in EuroLeague.
Il 16 giugno 2015, Tomić estende il suo contratto con il Barcellona per altre tre stagioni. Il Barcellona però chiude la stagione perdendo nella serie finale del campionato spagnolo, dopo una sconfitta per 3-0 contro il Real Madrid. A giugno 2018, Tomić rinnova ancora una volta con il Barcellona, firmando un biennale.
Il 2 luglio 2020, Tomić annuncia che non rinnoverà il proprio contratto con il Barcellona, lasciando il club catalano dopo otto stagioni.

#### Joventut (2020-oggi)
Il 19 luglio 2020, Tomić firma con la Joventut Badalona un contratto biennale con un'opzione per il terzo anno.
Il 1º luglio 2022, dopo la sua migliore stagione in Liga ACB chiusa con 14,3 punti, 6,6 rimbalzi e 2,7 assist di media, oltre ad una valutazione media di 19,3, Tomić rinnova il suo contratto con la Joventut fino al 2025.

#### NBA
Tomić è stato scelto al draft del 2008 con la 44ª chiamata dagli Utah Jazz. Il 18 novembre 2020, i suoi diritti vengono ceduti ai New York Knicks in cambio di due scelte al draft. Il 9 febbraio 2023, i diritti di Tomić vengono ceduti ai Portland Trail Blazers in una trade a quattro squadre tra Knicks, Philadelphia 76ers e Charlotte Hornets.

### Nazionale
Tomić ha giocato sia nelle giovanili che nella nazionale maggiore croata. Nel 2009, vince la medaglia d'oro ai Giochi del Mediterraneo del 2009 tenutisi a Pescara, oltre ad aver giocato molte partite con la maglia della Croazia. Tomić ha preso parte al campionato mondiale 2010 in Turchia, ad EuroBasket 2011 in Lituania, oltre che ad EuroBasket 2013 in Slovenia ed al campionato mondiale del 2014 che si è svolto in Spagna. Dopo aver rappresentato la Croazia anche ad EuroBasket 2015, venendo eliminato agli ottavi di finale per mano della Rep. Ceca, Tomić annuncia il ritiro dalle competizioni della nazionale.

## Statistiche

### Campionato
Aggiornate al 17 luglio 2023.
| Stagione        | Squadra           | Competizione    | Partite | Partite | Partite | Statistiche tiro | Statistiche tiro | Statistiche tiro | Altre statistiche | Altre statistiche | Altre statistiche | Altre statistiche | Altre statistiche |
| Stagione        | Squadra           | Competizione    | Pres.   | Titol.  | Minuti  | Tiri da 2        | Tiri da 3        | Liberi           | Rimb.             | Assist            | Rubate            | Stopp.            | Punti             |
| --------------- | ----------------- | --------------- | ------- | ------- | ------- | ---------------- | ---------------- | ---------------- | ----------------- | ----------------- | ----------------- | ----------------- | ----------------- |
| 2009-2010       | Real Madrid       | Liga ACB        | 24      | 14      | 534.2   | 83/152           | 0/1              | 38/52            | 134               | 39                | 24                | 2                 | 204               |
| 2010-2011       | Real Madrid       | Liga ACB        | 38      | 17      | 749.1   | 160/281          | 0/1              | 66/105           | 162               | 33                | 24                | 24                | 386               |
| 2011-2012       | Real Madrid       | Liga ACB        | 44      | 26      | 791.6   | 145/255          | 0/0              | 64/105           | 216               | 38                | 19                | 18                | 354               |
| 2012-2013       | Barcellona        | Liga ACB        | 45      | 41      | 1098    | 220/359          | 0/0              | 72/116           | 282               | 68                | 29                | 43                | 512               |
| 2013-2014       | Barcellona        | Liga ACB        | 42      | 28      | 861.7   | 184/300          | 0/0              | 70/120           | 287               | 71                | 31                | 19                | 438               |
| 2014-2015       | Barcellona        | Liga ACB        | 44      | 32      | 970.8   | 181/318          | 0/1              | 96/141           | 267               | 82                | 36                | 17                | 458               |
| 2015-2016       | Barcellona        | Liga ACB        | 43      | 32      | 905.1   | 195/311          | 1/2              | 98/159           | 306               | 99                | 35                | 21                | 489               |
| 2016-2017       | Barcellona        | Liga ACB        | 35      | 25      | 808.4   | 167/264          | 1/2              | 98/153           | 271               | 74                | 18                | 17                | 433               |
| 2017-2018       | Barcellona        | Liga ACB        | 38      | 18      | 750.2   | 160/274          | 0/0              | 84/124           | 210               | 70                | 31                | 18                | 404               |
| 2018-2019       | Barcellona        | Liga ACB        | 36      | 30      | 727.5   | 134/225          | 0/0              | 51/93            | 204               | 62                | 19                | 8                 | 319               |
| 2019-2020       | Barcellona        | Liga ACB        | 28      | 17      | 551.4   | 115/176          | 0/1              | 37/56            | 140               | 39                | 31                | 5                 | 267               |
| 2020-2021       | Joventut Badalona | Liga ACB        | 39      | 29      | 880.6   | 202/367          | 2/7              | 96/134           | 231               | 91                | 23                | 4                 | 502               |
| 2021-2022       | Joventut Badalona | Liga ACB        | 41      | 30      | 965.9   | 230/409          | 1/8              | 125/170          | 270               | 109               | 17                | 8                 | 586               |
| 2022-2023       | Joventut Badalona | Liga ACB        | 40      | 31      | 930.9   | 196/377          | 2/4              | 98/138           | 247               | 114               | 15                | 6                 | 492               |
| Totale carriera | Totale carriera   | Totale carriera | 537     | 370     | 1098    | 2372/4068        | 7/27             | 1093/1666        | 3227              | 989               | 352               | 210               | 5844              |

### Eurolega
| Anno      | Squadra     | PG  | PT  | MP   | TC%  | 3P% | TL%  | RP  | AP  | PRP | SP  | PP   |
| --------- | ----------- | --- | --- | ---- | ---- | --- | ---- | --- | --- | --- | --- | ---- |
| 2009-2010 | Real Madrid | 9   | 7   | 21,8 | 61,6 | 0,0 | 64,3 | 3,6 | 0,9 | 0,1 | 1,1 | 11,0 |
| 2010-2011 | Real Madrid | 23  | 22  | 21,1 | 50,3 | 0,0 | 66,7 | 5,3 | 1,1 | 0,6 | 0,6 | 9,9  |
| 2011-2012 | Real Madrid | 15  | 12  | 14,6 | 54,3 | 0,0 | 65,0 | 3,7 | 0,7 | 0,1 | 0,6 | 6,7  |
| 2012-2013 | Barcellona  | 30  | 25  | 24,0 | 63,8 | 0,0 | 60,7 | 6,5 | 1,7 | 0,7 | 1,1 | 11,7 |
| 2013-2014 | Barcellona  | 29  | 28  | 22,4 | 62,9 | 0,0 | 66,7 | 6,4 | 2,1 | 0,5 | 0,6 | 11,7 |
| 2014-2015 | Barcellona  | 28  | 27  | 24,2 | 60,9 | 0,0 | 68,8 | 7,1 | 2,3 | 0,6 | 0,8 | 11,5 |
| 2015-2016 | Barcellona  | 29  | 22  | 20,3 | 59,9 | 0,0 | 70,7 | 5,4 | 1,9 | 0,4 | 0,2 | 10,3 |
| 2016-2017 | Barcellona  | 29  | 28  | 21,5 | 52,8 | 0,0 | 49,5 | 5,9 | 2,0 | 0,6 | 0,7 | 8,8  |
| 2017-2018 | Barcellona  | 28  | 14  | 18,4 | 62,1 | 0,0 | 60,5 | 4,9 | 1,6 | 0,3 | 0,3 | 9,7  |
| 2018-2019 | Barcellona  | 35  | 33  | 20,2 | 61,6 | 0,0 | 61,2 | 5,0 | 1,7 | 0,5 | 0,3 | 10,1 |
| 2019-2020 | Barcellona  | 28  | 14  | 16,3 | 58,6 | 0,0 | 60,5 | 4,0 | 1,0 | 0,4 | 0,2 | 5,7  |
| Carriera  | Carriera    | 283 | 232 | 20,4 | 59,3 | 0,0 | 63,2 | 5,5 | 1,7 | 0,5 | 0,5 | 9,8  |

### Eurocup
| Anno      | Squadra           | PG | PT | MP   | TC%  | 3P% | TL%  | RP  | AP  | PRP | SP  | PP   |
| --------- | ----------------- | -- | -- | ---- | ---- | --- | ---- | --- | --- | --- | --- | ---- |
| 2020-2021 | Joventut Badalona | 15 | 15 | 22,2 | 63,6 | 0,0 | 61,2 | 5,7 | 2,9 | 0,4 | 0,1 | 12,3 |
| 2021-2022 | Joventut Badalona | 16 | 13 | 20,6 | 59,6 | 0,0 | 66,2 | 5,0 | 3,6 | 0,4 | 0,3 | 10,2 |
| 2022-2023 | Joventut Badalona | 21 | 12 | 23,0 | 56,5 | 0,0 | 80,5 | 5,6 | 3,4 | 0,6 | 0,2 | 13,7 |
| Carriera  | Carriera          | 52 | 40 | 22,1 | 59,3 | 0,0 | 71,2 | 5,4 | 3,3 | 0,5 | 0,2 | 12,2 |

## Palmarès

### Squadra
- Campionato spagnolo: 1

Barcellona: 2013-14
- Copa del Rey: 4

Real Madrid: 2012
Barcellona: 2013, 2018, 2019
- Supercoppa spagnola: 1

Barcellona: 2015
- Liga catalana: 7

Barcellona: 2012, 2013, 2014, 2015, 2016, 2017, 2019
- Coppa di Croazia: 1

K.K. Zagabria: 2008

### Individuale
- MVP Lega Adriatica: 1

KK Zagabria: 2008-09
- All-Euroleague First Team: 2

Barcellona: 2012-13, 2013-14
- All-Euroleague Second Team: 1

Barcellona: 2014-15
- All-Eurocup First Team: 1

Joventut Badalona: 2022-23